# Brook MacDonald
Brook MacDonald, né le 25 novembre 1991, est un coureur cycliste néo-zélandais spécialiste de VTT de descente.

## Palmarès

### Championnats du monde
- Canberra 2009
  -  Champion du monde de descente juniors
- Leogang 2012
  - 8e de la descente

### Coupe du monde de descente
- 2018 : 6e du classement général
- 2019 : 11e du classement général
- 2020 : 47e du classement général
- 2021 : 27e du classement général

### Championnats de Nouvelle-Zélande
- Champion de Nouvelle-Zélande de descente : 2013 et 2019